# نوگزار آساتیانی
نوگزار آساتیانی (گرجی: ნუგზარ ასათიანი؛ ۱۶ ژوئیهٔ ۱۹۳۷ – ۲ آوریل ۱۹۹۲) شمشیرباز اهل اتحاد جماهیر شوروی سوسیالیستی بود.
وی در مسابقات کشوری و بین‌المللی در مجموع برندهٔ ۱ مدال طلا شده‌است.